# Zingiber leptostachyum
Zingiber leptostachyum är en enhjärtbladig växtart som beskrevs av Theodoric Valeton. Zingiber leptostachyum ingår i släktet Zingiber och familjen Zingiberaceae. Inga underarter finns listade i Catalogue of Life.